# Història del golf
Es desconeix amb certesa els orígens de l'esport anomenat golf. La teoria més acceptada és la que diu que aquest esport va tenir el seu origen en Escòcia durant l'alta edat mitjana.

## Orígens
Existeixen registres d'un joc similar al golf amb data 26 de febrer de 1297, als Països Baixos, en una ciutat anomenada Loenen aan de Vecht. Segons aquesta evidència els neerlandesos jugaven un joc amb un pal i una pilota de cuir. Qui aconseguia pegar-li amb la pilota a un blanc ubicat en una distància de diversos cents de metres amb la menor quantitat de cops era el guanyador. Tanmateix, el joc modern de golf tal com el coneixem avui en dia, és considerat un invent escocès, ja que el joc és esmentat a dues actes del Parlament d'Escòcia del segle xv, en les quals es prohibia el joc de gowf. Alguns estudiosos, en canvi, són de l'opinió que això fa referència a un altre joc que és més semblant al shinty o hurling, o a l'hoquei sobre herba, més modern que al golf. Ells argumenten que un joc consistent a embocar una pilota petita en un clot a terra utilitzant pals de golf era jugat el segle xvii als Països Baixos i que això precedeix el joc a Escòcia. La paraula golf podria ser una alteració escocesa del terme neerlandès "kolf" que significa "pal i bat". Hi ha registres de descripcions més antigues d'un joc semblant al golf a Europa continental.
Tanmateix, aquests jocs antics són considerats avantpassats del joc modern que anomenem golf. Per tant, es considera que el joc modern de golf es va originar i va desenvolupar a Escòcia: el primer camp de golf permanent es va desenvolupar a Escòcia igual com l'existència dels primers clubs de golf. Allà es va compilar el primer reglament escrit, junt amb el disseny del camp de golf de 18 clots. A Escòcia es van realitzar els primers torneigs amb estructures formals i es van realitzar competicions entre ciutats escoceses. Al cap de poc, el joc modern de golf s'havia estès des d'Escòcia a Anglaterra i des d'allà a la resta del món. El camp de golf més vell al món és Old Links a l'Hipòdrom de Musselburgh. Existeixen registres que indiquen que es va jugar al golf en els Musselburgh Links el 1672 encara que és probable que Maria I d'Escòcia hagi jugat allà el 1567.

## Evolució del camp de golf
No sempre els camps de golf han tingut divuit clots. El Royal and Ancient Golf Club of St Andrews ocupa una tira de terra estreta a la terra de Maria I d'Escòcia, en proximitats del mar. Ja el segle xv, els golfistes de Saint Andrews van definir una traça a través del terreny ondulant, jugant amb clots les ubicacions dels quals van ser dictades per la topografia. El camp que va resultar tenia onze clots des de la seu del club fins als límits de la propietat. Es jugaven els clots des de la seu fins al final del camp, es feia tornada, i es jugaven els clots cap a la seu - un total de 22 clots. El 1764, es va considerar que alguns dels clots eren massa curts i, per tant, van ser combinats, amb el qual el número va ser reduït d'onze a nou, i el recorregut complet va passar a ser de 18 clots. A causa de l'estatus que tenia St Andrews com a capital de golf, tots els altres camps van ser modificats de manera similar i el camp de 18 clots es va convertir en l'estàndard fins al dia d'avui.

## Desenvolupament dels articles esportius
L'evolució del golf pot explicar-se a través del desenvolupament dels articles esportius emprats en la seva pràctica. Alguns dels avenços més destacables en el golf han estat relacionats amb el desenvolupament de la pilota de golf. La pilota de golf va prendre nombroses formes abans que en la dècada de 1930 el United States Golf Association (USGA) (Associació de Golf dels Estats Units) imposés estàndards quant al pes i mida de la pilota. Posteriorment, una regulació de l'USGA va disposar que la velocitat inicial de la pilota de golf no pot superar 76,2 m per segon. Des d'aquella època, s'ha continuat amb el desenvolupament de la pilota de golf la qual cosa ha impactat en la forma en la qual es juga al golf.
Un altre factor important en l'evolució del golf ha estat el desenvolupament dels pals de golf. Els primers pals de golf estaven construïts amb la fusta que estava disponible a la zona. Posteriorment, la fusta de Pacán (Carya) es va convertir al material de preferència per fabricar els mànecs i la fusta d'American Persimmon per la seva duresa i resistència en la preferida per als caps dels pals. En la mesura que es va anar desenvolupant la pilota de golf i es va anar tornant més durable amb l'adopció del sistema "gutty" cap a 1850, el cap del pal també va anar evolucionant i van aparèixer diferents models de pals amb caps de ferro. A finals de la dècada de 1890 va començar l'aparició de pals de metall, encara que la seva adopció per les entitats que regulen l'esport de golf va ser lenta. A començaments de la dècada de 1970, la tecnologia dels mànecs es va modificar novament amb l'ús de grafit aprofitant la seva resistència i baix pes. La primera "fusta" fabricada de metall va ser desenvolupada a començaments de la dècada de 1980 i eventualment a causa de la seva resistència i versatilitat el metall va reemplaçar amb fusta.(Nota: fusta és la forma en la qual es designen els pals més pesats utilitzats per llançar la pilota a major distància).